# Catedral de São João Batista (Caratinga)
A Catedral São João Batista é um templo religioso católico localizado no município brasileiro de Caratinga, no estado de Minas Gerais. Consagrada a São João Batista, é também a sede episcopal da Diocese de Caratinga, que tem por bispo Dom Juarez Delorto Secco.
Está situada na praça Cesário Alvim, onde sedia uma paróquia que possui além da sede, mais cincocomunidades a ela subordinadas: São Sebastião (Centro), Nossa Senhora Aparecida/São Pedro Apóstolo (Av. Dário Grossi), São João Paulo II (Morro do Escorpião), Sagrada Família (Condomínio Morada do Lago) e São Mateus (Condomínio Alpha Ville).
O clero da Catedral São João Batista é composto por Pe. Moacir Ramos Nogueira (Pároco), Pe. Leandro Alcides Pereira (Vigário Paroquial) e Mons. Raul Motta de Oliveira (Pároco Emérito).

## História
A Paróquia de São João Batista foi criada em 1 de dezembro de 1873 e instituída em 20 de outubro de 1877. Quando foi criada, a paróquia era subordinada à então Diocese de Mariana. Em 1880, começou a ser construída a nova igreja matriz de São João Batista.
Em 10 de dezembro de 1915, com a criação da Diocese de Caratinga, a matriz foi elevada à condição de catedral. Por conta do tamanho insuficiente da igreja matriz para abrigar os fiéis, teve início em 1930 a construção do atual templo.

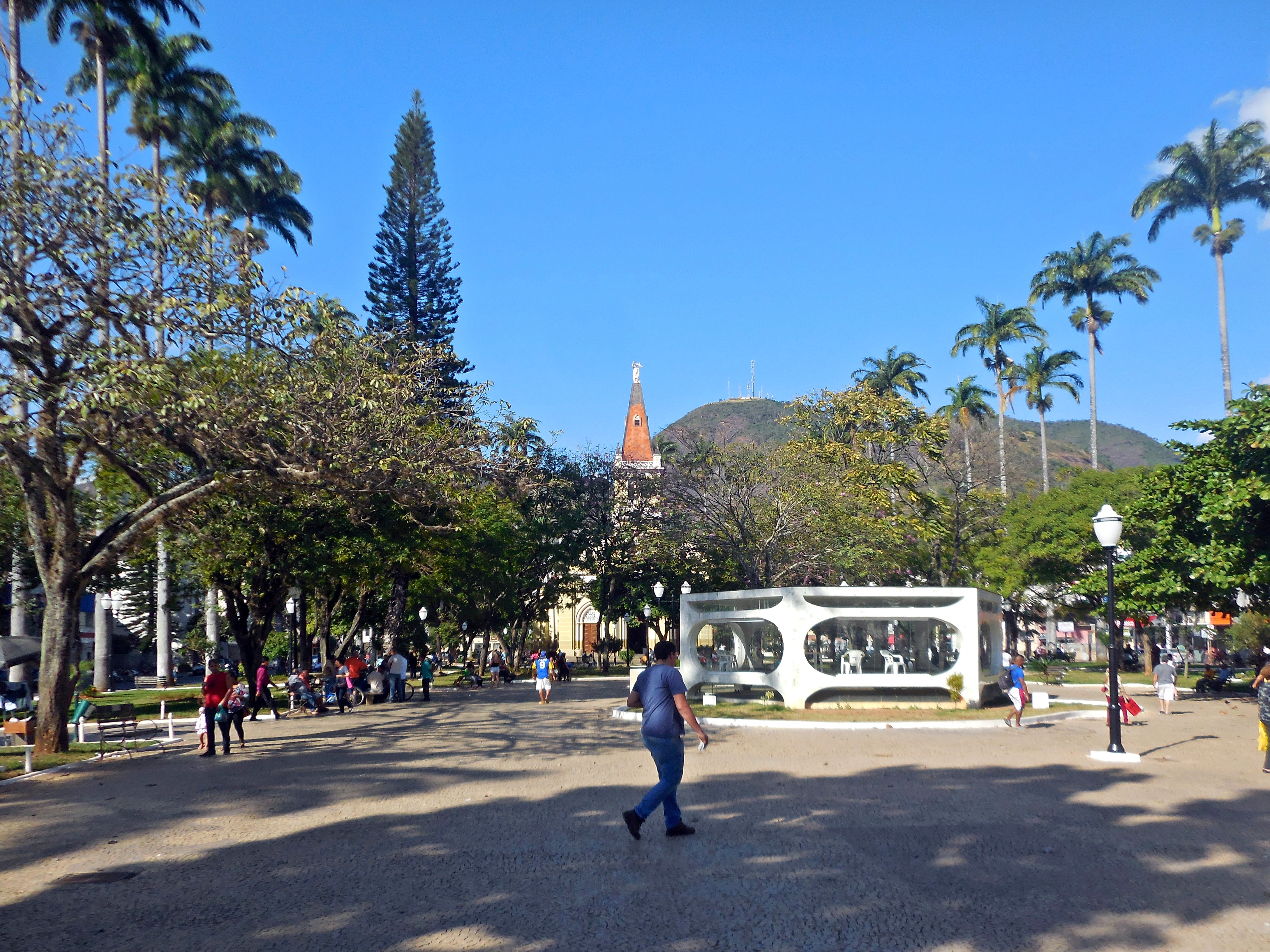
Praça Cesário Alvim com a Catedral de São João Batista e a Pedra Itaúna ao fundo.
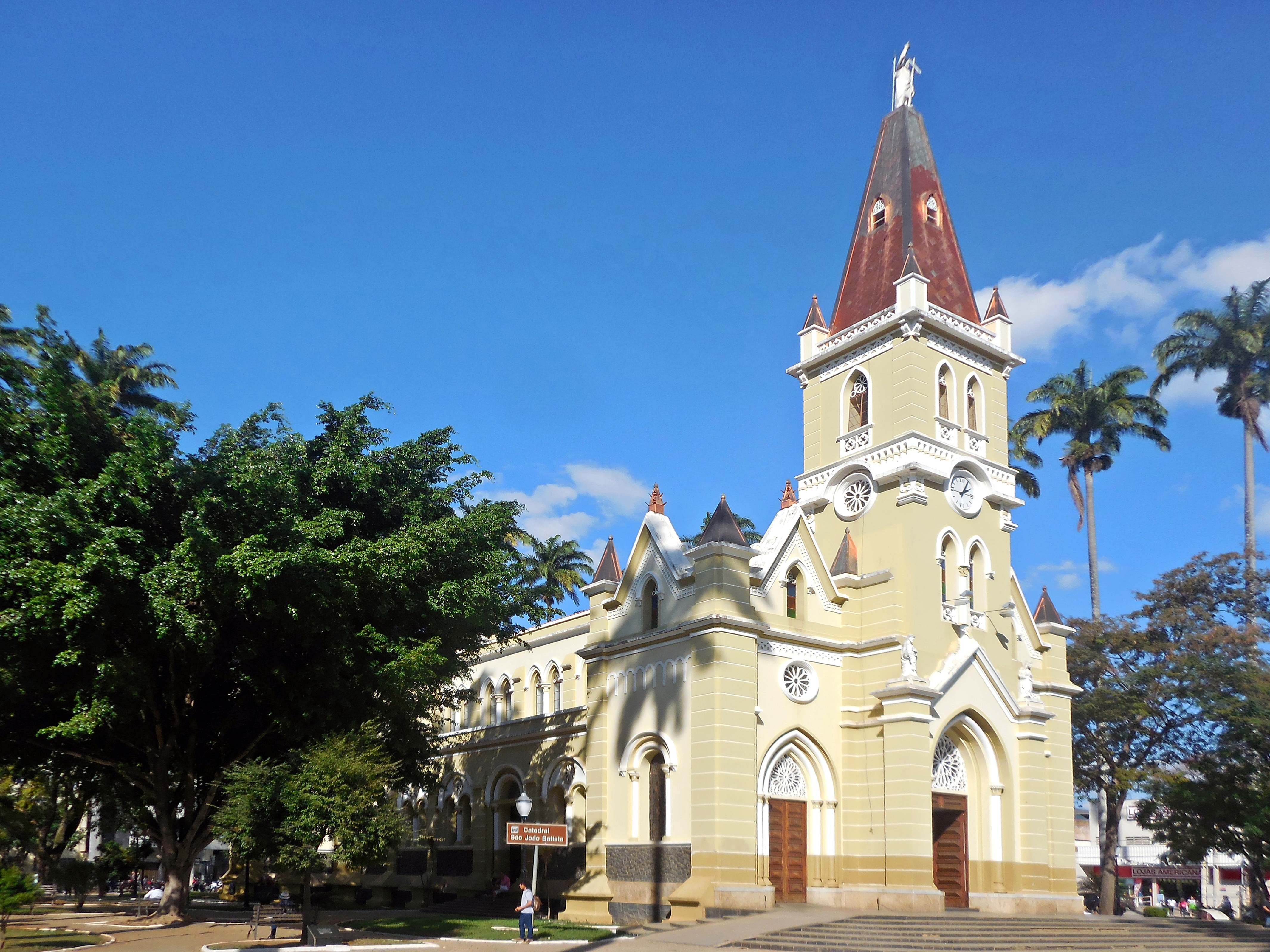
Vista da Catedral de São João Batista
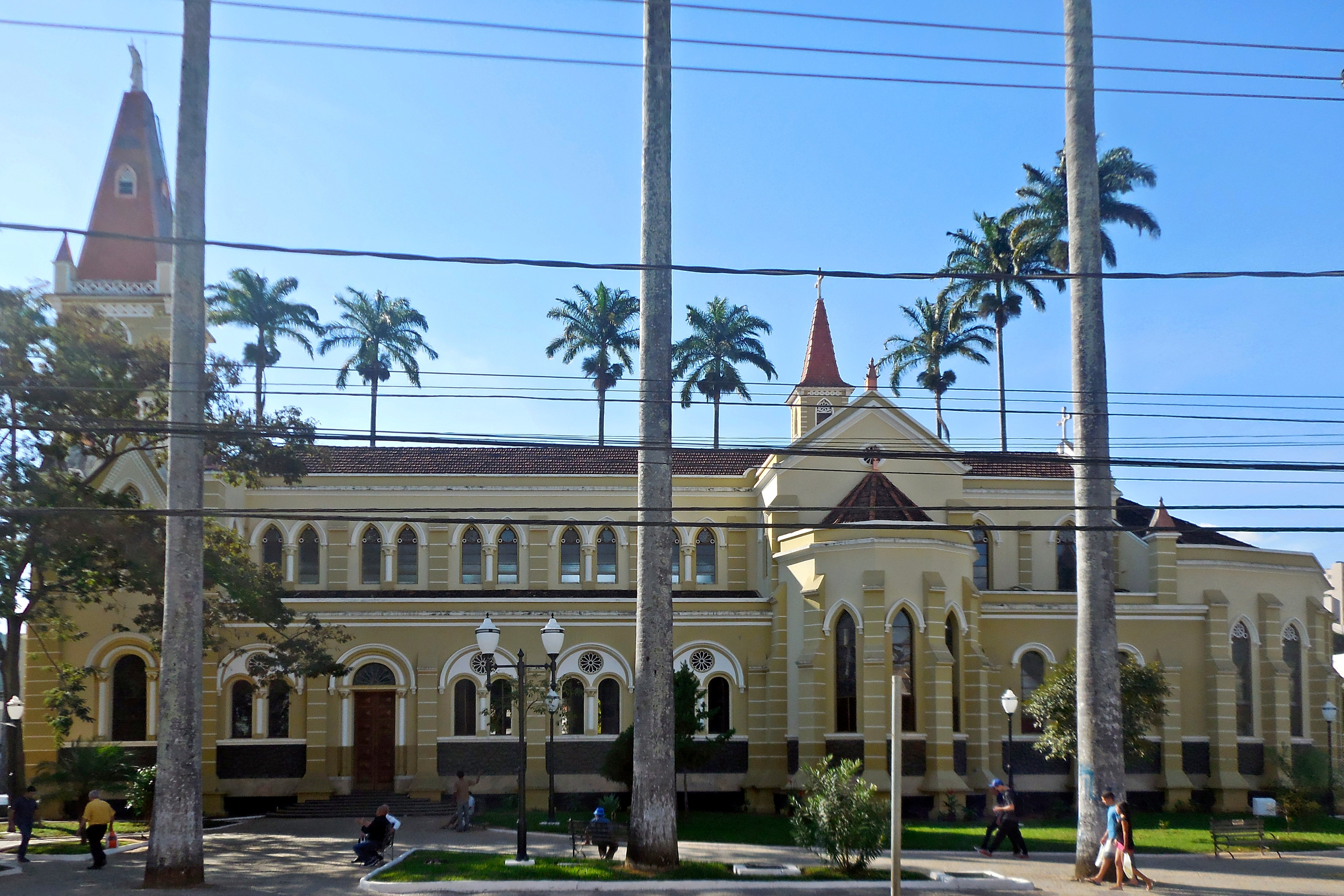
Fachada lateral direita da catedral
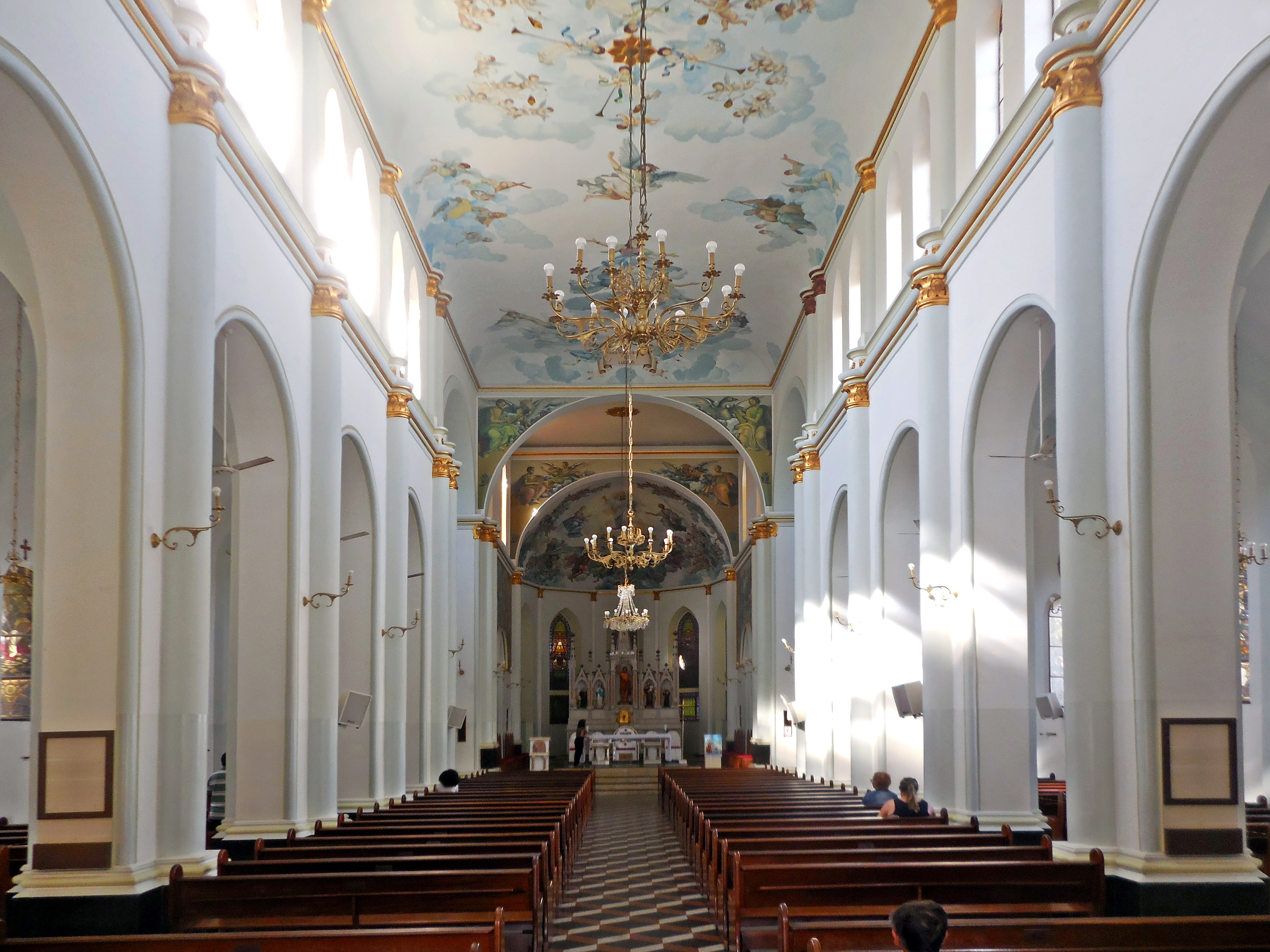
Interior da catedral